# Dalou
Dalou település Franciaországban, Ariège megyében. Lakosainak száma 784 fő (2022. január 1.). Dalou Gudas, Saint-Félix-de-Rieutord, Saint-Jean-de-Verges és Varilhes községekkel határos.

## Népesség
A település népességének változása:
| Lakosok száma | 369  | 375  | 442  | 766  | 753  | 762  | 772  | 770  | 775  | 784  |
|               | 1968 | 1982 | 1990 | 2006 | 2012 | 2015 | 2017 | 2019 | 2020 | 2022 |